# Bunkovce
Bunkovce – wieś (obec) na Słowacji położona w kraju koszyckim, w powiecie Sobrance. Pierwsze wzmianki o miejscowości pochodzą z roku 1358.
Według danych z dnia 31 grudnia 2012, wieś zamieszkiwało 359 osób, w tym 179 kobiet i 180 mężczyzn.
W 2001 roku pod względem narodowości i przynależności etnicznej 99,67% mieszkańców stanowili Słowacy, a 0,33% Rusini.
Ze względu na wyznawaną religię struktura mieszkańców kształtowała się w 2001 roku następująco:
- Katolicy rzymscy – 28,76%
- Grekokatolicy – 70,59%
- Prawosławni – 0,65%